# 張朝森
張朝森（？—？），清朝官員，本籍福州。

## 生平
张朝森於1832年上任淡水廳大甲中軍守備，為台灣清治時期的地方官員，該官職主要從事大甲地區武職事務，品等不高，只為正七品以下。